# エリートグリップチャレンジゴルフトーナメント
エリートグリップチャレンジトーナメントは、ABEMAツアーゴルフ大会である。株式会社エリートグリップが主催する。

## 歴代優勝者
- 第1回 2011年9月21日 - 9月22日 有馬ロイヤルゴルフクラブ ロイヤルコース、優勝 前田雄大
- 第2回 2012年9月27日 - 9月28日 白山ヴィレッジゴルフコース クイーンコース、優勝 森田徹
- 第3回 2013年9月27日 - 9月28日 白山ヴィレッジゴルフコース クイーンコース、優勝 内藤寛太郎
- 第4回 2014年9月25日 - 26日 白山ヴィレッジゴルフコース クイーンコース、優勝 西裕一郎
- 第5回 2015年9月3日 - 9月4日 初穂カントリークラブ、優勝 池村寛世
- 第6回 2016年9月22日 - 9月23日 初穂カントリークラブ、優勝 香妻陣一朗
- 第7回 2017年9月28日 - 29日 ジャパンクラシックカントリー倶楽部 キングコース、優勝 野仲茂
- 第8回 2018年9月19日 - 21日 ゴールデンバレーゴルフ倶楽部、優勝 佐藤大平
- 第9回 2019年9月25日 - 27日 ゴールデンバレーゴルフ倶楽部、優勝  ピーター・カーミス（英語版）
- 第10回 2022年9月28日 - 30日 ゴールデンバレーゴルフ倶楽部、優勝 小木曽喬